# Crowcombe
Crowcombe – wieś i civil parish w Anglii, w hrabstwie Somerset, w dystrykcie (unitary authority) Somerset. Leży 58 km na południowy zachód od miasta Bristol i 220 km na zachód od Londynu. W 2011 civil parish liczyła 489 mieszkańców. Crowcombe jest wspomniana w Domesday Book (1086) jako Crawecumbe/Crawecoma. W miejscowości znajduje się stacja kolei West Somerset Railway.